# Gietrzwałd (gemeente)
De gemeente Gietrzwałd is een landgemeente in het Poolse woiwodschap Ermland-Mazurië, in powiat Olsztyński.
De zetel van de gemeente is in Gietrzwałd.
Op 30 juni 2004 telde de gemeente 5254 inwoners.

## Oppervlaktegegevens
In 2002 bedroeg de totale oppervlakte van gemeente Gietrzwałd 174,13 km², waarvan:
- agrarisch gebied: 37%
- bossen: 48%

De gemeente beslaat 6,13% van de totale oppervlakte van de powiat.

## Demografie
Stand op 30 juni 2004:
| Omschrijving                   | Totaal | Totaal | Vrouwen | Vrouwen | Mannen | Mannen |
| ------------------------------ | ------ | ------ | ------- | ------- | ------ | ------ |
| eenheid                        | aantal | %      | aantal  | %       | aantal | %      |
| inwoners                       | 5254   | 100    | 2576    | 49      | 2678   | 51     |
| bevolkingsdichtheid (inw./km²) | 30,2   | 30,2   | 14,8    | 14,8    | 15,4   | 15,4   |

In 2002 bedroeg het gemiddelde inkomen per inwoner 1748,44 zł.

## Aangrenzende gemeenten
Jonkowo, Łukta, Olsztyn, Olsztynek, Ostróda, Stawiguda